# Jackson Haines
Jackson Haines, född 1840 i New York i USA, död 1875 i Gamlakarleby i Finland, var en amerikansk skridskoåkare som anses vara den moderna konståkningens fader.

## Biografi
Jackson utbildades från tio års ålder till balettdansör i Europa. 1857 återvände Jackson till USA och började 1860 med konståkning, då han inte kunde få arbete som dansare. Vid den här tiden utfördes konståkning i "engelsk stil", mer stel och formell. Haines använde sin bakgrund i baletten och skapade en graciösare stil som framfördes till musik. Han var också den förste som permanent fäste skenan vid skon.
Han tilldelades Litteris et Artibus 1867.